# Grain Valley
Grain Valley – miasto w Stanach Zjednoczonych, w stanie Missouri, w hrabstwie Jackson.